# Pożar w szpitalu psychiatrycznym w Ramienjem
Pożar w szpitalu psychiatrycznym w Ramienjem miał miejsce 26 kwietnia 2013 we wsi Ramienje położonej w rejonie dmitrowskim, 40 kilometrów na północ od Moskwy. W wyniku pożaru śmierć poniosło 38 osób, a 3 zostały ranne.
Szpital psychiatryczny mieścił się w niewielkim drewnianym budynku. Pożar został zauważony około godziny 2:00. O zdarzeniu została poinformowana straż pożarna, jednak najbliższa jednostka straży pożarnej znajdowała się 30 kilometrów od wsi. Gdy ratownicy przybyli na miejsce, ogień ogarnął już cały budynek szpitala. 
Gdy wybuchł pożar w budynku znajdowało się 41 osób, z czego tylko trzem udało się z niego wydostać. W wyniku pożaru śmierć poniosło 38 osób – 9 kobiet oraz 29 mężczyzn, w tym dwóch pracowników szpitala. Trzy ocalone osoby to pielęgniarka oraz dwóch pacjentów. W momencie wybuchu pożaru większość pacjentów była przypięta pasami do łóżek i nie miała szans na ucieczkę, natomiast pozostałym osobom wydostanie się z budynku utrudniły zakratowane okna.
Według wstępnych ustaleń przyczyną pożaru było zwarcie instalacji elektrycznej.